# Jake T. Austin
Jake T. Austin (født Jake Toranzo Austin Szymanski den 3. december 1994 i New York City, USA) er en polsk-amerikansk skuespiller, der er kendt for at spille rollen som Max Russo i tv-serien Magi på Waverly Place på Disney Channel. Han er også med i Hundehotellet, hvor han spiller Bruce. Den seneste film, Jake T. Austin har medvirket i, er New Year's Eve.
Jake T. Austin er nu med i serien The Fosters, hvor han spiller rollen som Jesus Foster. The Fosters bliver vist på ABC Family. Han er også med i den nye sæson af Dancing With The Stars, som bliver vist den 12. september 2016 på kanalen ABC.